# Great Wall Safe
«Great Wall Safe»  — позашляховик китайської компанії Great Wall, який виготовляється з 2002 і до 2009 року. 
В Україні 23 серпня 2007 року на КрАСЗ стартувала лінія по збиранню трьох моделей компанії Great Wall, в тому числі і моделі Safe.
Great Wall Safe побудований на шасі від Toyota 4Runner, що включає в себе лонжеронну раму і задній нерозрізний міст.

## Технічні характеристики

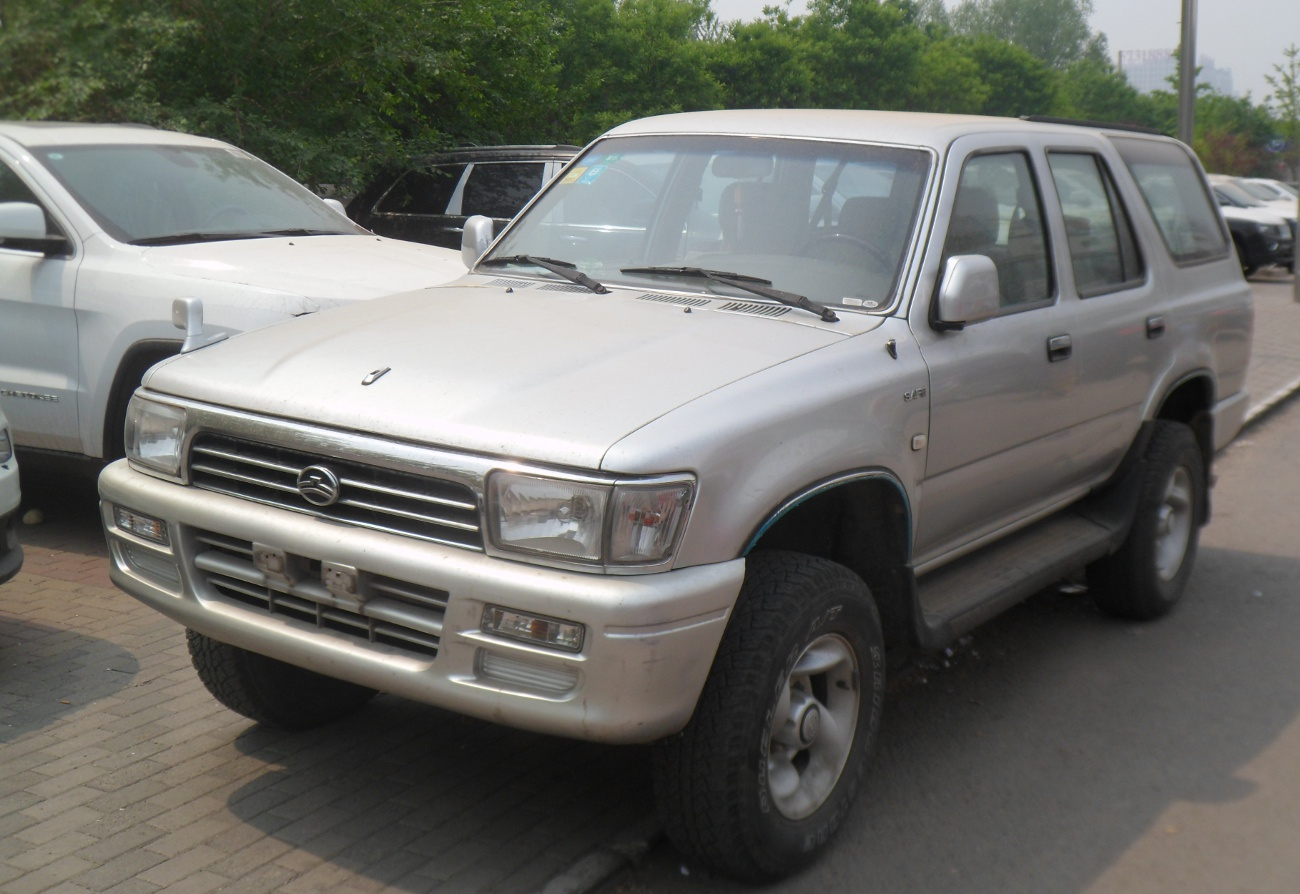
Great Wall Safe (2002-2003)

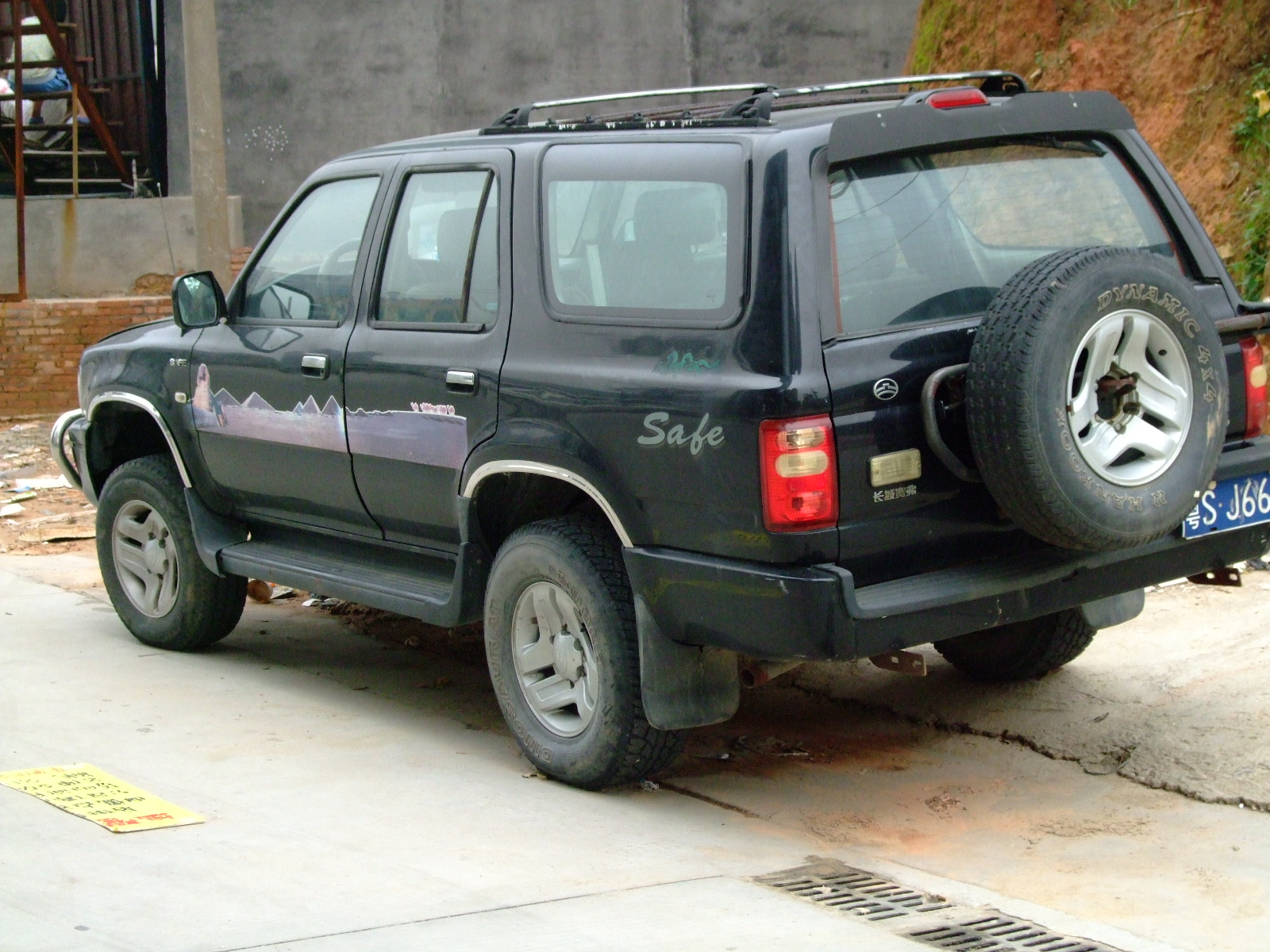
Great Wall Safe

Тип двигуна - бензиновий, з багатоточковим уприскуванням і електронним управлінням. Робочий об'єм двигуна - 2237 см3. Максимальна потужність - 105 к.с. Коробка передач - механічна п'ятиступінчаста. Передня підвіска - незалежна торсіонна. Задня підвіска - залежна пружинна. Жорстко підключається повний привід типу "Part Time" (опціонально). Передні гальма - дискові, задні гальма - барабанні або дискові. Діаметр розвороту - 12 м. Розмір гуми - 235/70 R16. Диски - 6,5x16 ET40 6x139.7.
| Модель                              | CC6460DY-3 (4x4)                |
| ----------------------------------- | ------------------------------- |
| Двигун                              | GW491QE бензиновий, інжекторний |
| Двигун                              | euro III                        |
| Об'єм двигуна (л)                   | 2,2                             |
| Потужність (к.с. / об. / хв.)       | 103/4600                        |
| Крутний момент (Н.м. / об. / хв.)   | 192/3200                        |
| Застосовуване паливо                | AI 92                           |
| Витрата палива (за містом) (л / км) | 7.5/100                         |
| Паливний бак (л)                    | 82                              |
| Розгін до 100 км / год (с)          | 14                              |
| Запас ходу (км)                     | 850-1000                        |
| Технічні дані                       |                                 |
| Максимальна швидкість (км / год)    | 120                             |
| КПП                                 | 5-ст. механічна                 |
| Тип приводу                         | Повний привід                   |
| Передня підвіска (посилена)         | незалежна торсіонна             |
| Задня підвіска (посилена)           | залежна пружинна                |
| Передні гальма                      | дискові                         |
| Задні гальма                        | дискові                         |
| Тип гуми                            | 235/75 R16 M + S                |
| Габарити                            |                                 |
| Довжина / Ширина / Висота (мм)      | 4860/1725/1820                  |
| Колісна база (мм)                   | 2615                            |
| Колія передня / задня (мм)          | 1515/1520                       |
| Мінімальний дорожній просвіт (мм)   | 220                             |
| Споряджена маса (кг)                | 1760                            |
| Кількість місць (шт.)               | 5                               |
| Об'єм багажника (л)                 | 1400-2260                       |